# Natività della Vergine (Procaccini Novate Milanese)
La Natività della Vergine è un dipinto a olio su tela (267 × 202 cm) di Camillo Procaccini, databile al 1618 e conservato nella Chiesa dei Santi Gervaso e Protaso a Novate Milanese.

## Storia

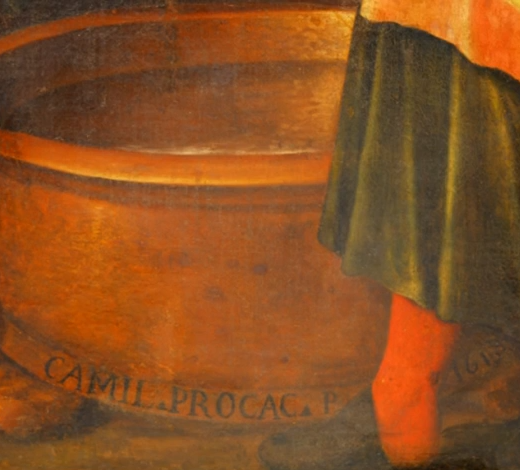
Dettaglio della firma di Camillo Procaccini, con l'anno di realizzazione.

Benché sia nota con certezza la data di realizzazione del dipinto, ossia il 1618, come testimoniato dall'iscrizione sul dipinto stesso, non è certo il momento in cui esso giunse nella chiesa di Novate Milanese.
Tale comparsa fu tuttavia sicuramente anteriore al 2 dicembre 1632, giorno nel quale si tenne a Novate una visita del reverendo Federico Terzago, prevosto di Bollate, che notò e apprezzò parecchio una tavola dipinta su tela posta a decorazione di un altare, raffigurante la Natività mariana, al tempo collocata in una cappella posta sulla destra, definendola "bellissima".
Poiché però nel 1620 la chiesa dei Santi Gervaso e Protaso fu oggetto di una profonda e completa ristrutturazione, è probabile che il quadro di Procaccini sia stato dipinto altrove (forse a Milano, dove a quel tempo Procaccini abitava) e trasferito a Novate solo in seguito al completamento dei lavori nella chiesa, per essere collocato nella cappella dedicata alla Natività della Vergine.
È parimenti molto probabile che il dipinto fu commissionato dalla Confraternita della Natività della Vergine, già esistente a Novate dal XV secolo, dopo che in una visita del vicario foraneo di Bollate datata 19 dicembre 1616 venne lamentata l'assenza sull'altare della cappella di un dipinto che raffigurasse la Natività di Maria. Anche una visita anteriore, del 1613, confermava come sull'altare esistesse al tempo unicamente un quadro rappresentativo della sola Madonna.

## Descrizione

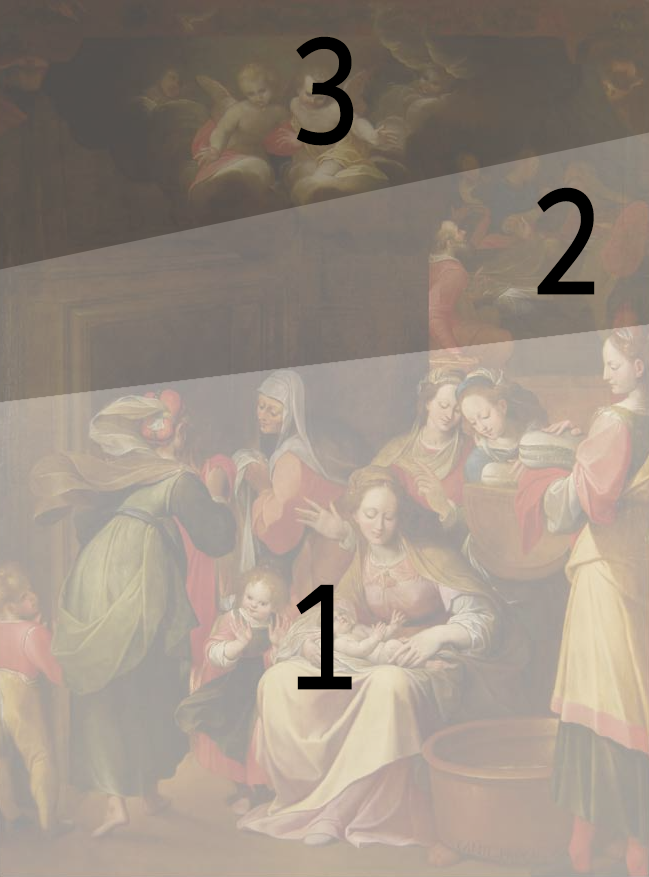
Sviluppo verticale dell'opera su tre livelli

L'intera scena raffigurata nel dipinto si sviluppa attorno al soggetto principale, rappresentato dalla giovane nutrice che regge tra le braccia la neonata Vergine Maria. Alla sua prossima sinistra trova posto una bambina che guarda intensamente l'osservatore, quasi invitandolo a unirsi alla scena, mentre alle sue spalle, quattro fantesche sono disposte in semicerchio: in particolar modo, due di esse appaiono indaffarate nello svolgimento delle faccende domestiche postnatali, mentre le restanti due si soffermano a contemplare attentamente la neonata.
Ancor più a sinistra, sul margine della sala, appare la figura di un bambino, voltato di spalle, intento a osservare l'evento in modo curioso ma con distaccato; sul fianco opposto del dipinto compare invece un'ancella, intenta a trasportare alcuni panni e un oggetto non perfettamente identificato, che alcuni ritengono essere una zucca, simbolo, nell'iconografia cristiana, di fertilità.
Completa la scena in primo piano, un bacile riempito d'acqua sul cui bordo inferiore campeggia l'iscrizione del pittore Camil. Procac. P. 1618, che attesta la paternità dell'opere, oltre alla sua data di realizzazione.
Seguendo uno sviluppo su tre livelli verticali, contenenti ciascuno un gruppo di personaggi che prendono parte al sacro avvenimento, in secondo piano si apre, nella penombra, una seconda stanza dove tre ancelle assistono Sant'Anna, distesa su un letto dopo avere partorito la figlia, alla vista di San Gioacchino, seduto ai piedi della moglie.
Infine, in alto al centro del dipinto si apre una nuvola dalla quale assistono alla Natività quattro angioletti, a rappresentare la partecipazione divina all'avvenimento.

## Stile

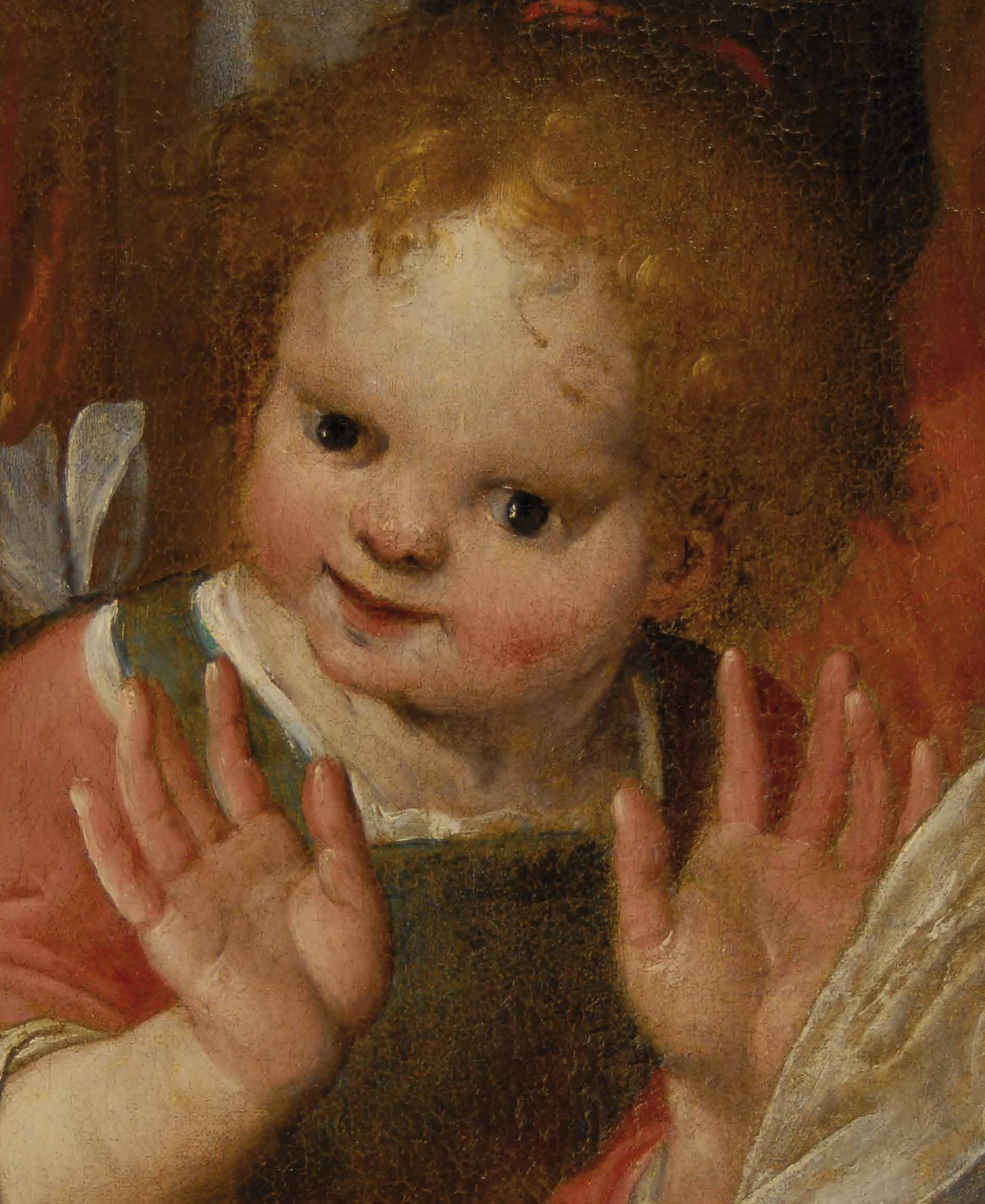
Dettaglio del dipinto: la bambina accanto alla nutrice.

Il dipinto è stato realizzato su una tela in lino a trama larga e con particolare spessore: la base temporanea, più chiara, utilizzata dal Procaccini in preparazione alla realizzazione del dipinto viene intravista nei punti dove la pittura appare più consumata.
Il dipinto appartiene alla corrente di opere più mature dell'autore, con sofisticati accordi cromatici, uniti all'accostamento di note realistiche a personaggi dalle pose pose artificiose e proporzioni allungate. Anche i colori scelti sono quelli che più caratterizzano la pittura matura del Procaccini: dal fondo scuro alle vesti dai riflessi cangianti, fino ai delicati toni della pelle.
Le tinte ad olio concorrono a creare un ambiente profondo, ma al contempo caldo e accogliente; il sapiente utilizzo dei pigmenti ha permesso a Procaccini di evocare nell'osservatore un senso di intimità religiosa e familiare, specialmente attraverso le sfumature rosate dei volti e la brillantezza delle stoffe, che ben si armonizzano con le trasparenze dei grigi applicate ai panneggi dei personaggi e sulle nuvole. Le stesse nuvole e la neonata Maria appaiono poi illuminate da un fascio di una luce dorata e surreale.
Nel complesso, corposità della pittura rende tangibile la fisicità dei personaggi, che paiono quasi prendere vita sulla scena che, grazie alla profondità data dalla tecnica pittorica, conferisce al dipinto un effetto tridimensionale.

## Restauro

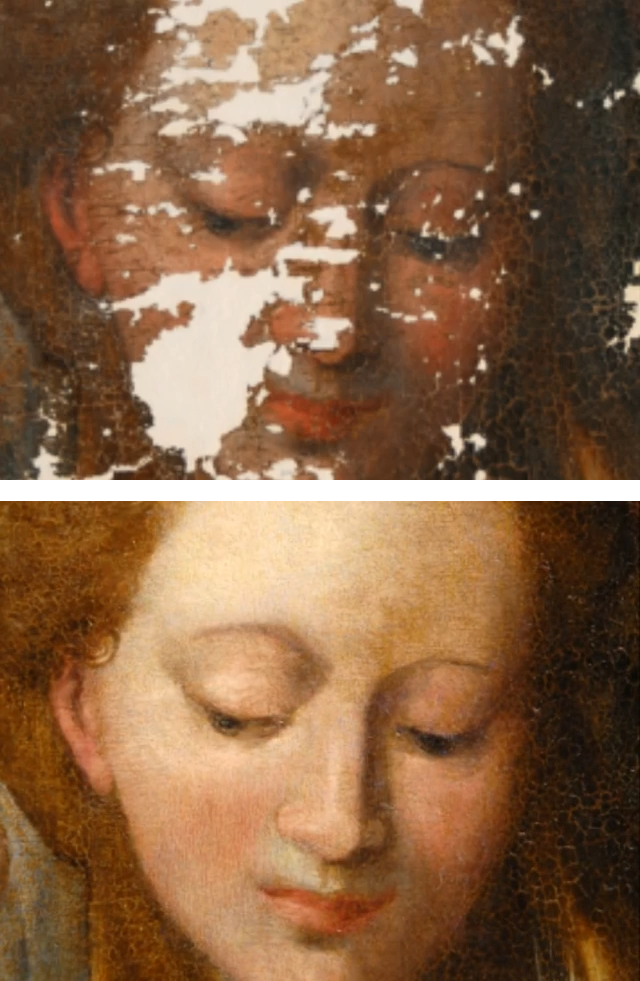
Dettaglio del volto della nutrice, in precedenza e in seguito al restauro del 2013.

Dello stato conservativo del dipinto non si ebbero notizie fino al 1898, quando intervenne uno scambio di lettere tra l'allora parroco Francesco Bianchi e il subeconomato dei benefici vacanti di Milano, con il quale il sacerdote novatese lamentava il cattivo stato del dipinto, in particolare dovuto alla umidità della chiesa, che a quel tempo doveva essere elevata, e suggeriva un suo ricollocamento nella sagrestia o in altro luogo protetto per salvaguardare la conservazione della pittura.
La pittura a olio, infatti, è particolarmente sensibile agli ambienti umidi e, complice una tela molto soggetta ad assorbire l'umidità, può tendere in tali situazioni a alterarsi o addirittura distaccarsi.
Attorno alla metà del XX secolo, quando la parrocchia era retta da Arturo Galbiati, la Sovrintendenza alle Gallerie di Milano autorizzò il restauro dell'opera (al tempo, pala d'altare), affidandolo al pittore novatese Matteo Carnazzi. Di tale restauro, autorizzato il 20 febbraio 1965 non è stata conservata alcuna documentazione utile a comprendere il dettaglio dell'intervento.
Un ulteriore intervento di restauro fu stato eseguito nel 2013, per volontà di monsignor Vittorio Madè, parroco novatese tra il 2009 e il 2019, ed esecuzione dalla restauratrice Lorena Ravelli, sotto direzione della Soprintendenza per i beni storico-artistici di Milano.

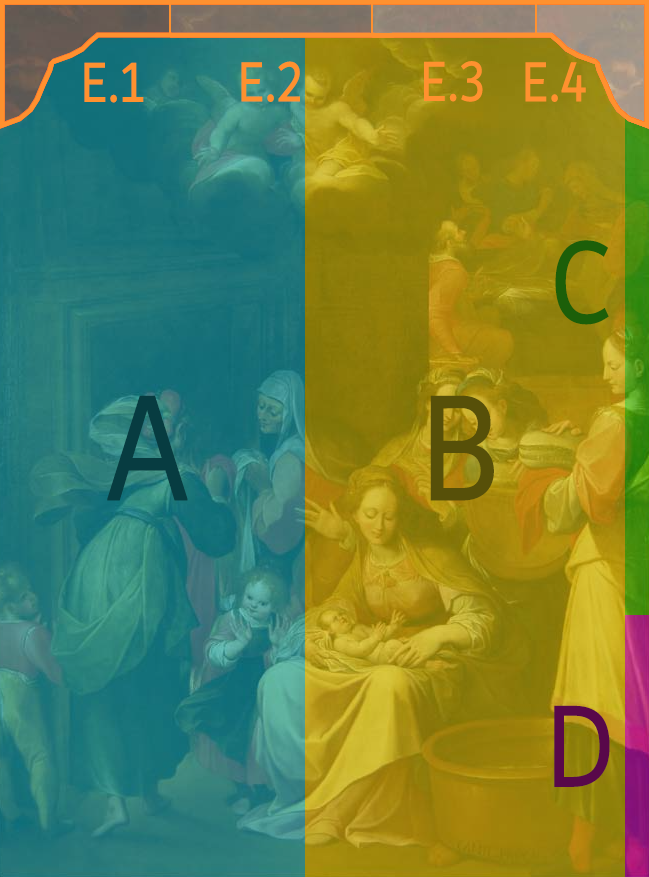
Le quattro tele cucite che compongono il dipinto. In arancione, l'inserto successivo e le sue partizioni

Uno dei problemi di conservazione era dato da una progressiva perdita di tensione da parte della tela, in realtà costituita da quattro teli cuciti assieme, che hanno portato a deformazioni del supporto e di conseguenza delle figure rappresentate. A questi si aggiungeva nella parte superiore un vistoso inserto, scoperto nel restauro del 2013, composto a sua volta da quattro porzioni, importate da un altro dipinto, che ha rettificato il bordo superiore dell'opera, in precedenza sagomato. È tuttavia ignota la data di aggiunta dell'inserto superiore, così come non sono conosciute le motivazioni che hanno portato alla sagomatura, probabilmente causata da una caduta del quadro con irreparabile danneggiamento della porzione superiore.
Prima del restauro l'opera presentava una la pittura ingiallita e ingrigita a causa del deposito della polvere e ulteriormente compromessa da una serie di sommari ritocchi pittorici eseguiti da più mani nel tempo, in taluni casi consistenti anche in estese ridipinture.
Oltre ad intervenire sul tensionamento dei supporti, il restauro del 2013 fu volto anche a ripristinare l'unità pittorica del dipinto che si era gravemente compromessa, grazie al ripristino della regolarità della tela pittorica, ottenuta colmando di stucco le lacune superficiali e reintegrando successivamente la pittura, seguendo la tecnica del rigatino.
Quanto all'inserto superiore, la scelta operata con il restauro è stata quella di oscurare la porzione non originale per mezzo di un passepartout ligneo, di fattura simile a quello della cornice, che ha mantenuto le sue proporzioni.